# 北四平乡
北四平乡，是中华人民共和国辽宁省抚顺市新宾满族自治县下辖的一个乡镇级行政单位。

## 行政区划
北四平乡下辖以下地区：
火石村、宝汤村、冯家村、善道岗村、北四平村、杨树村和北旺清村。